# Цилли-Син
Цилли-Син (букв. «Тень Сина») — царь Эшнунны, правил предположительно в 1764 — 1762 годах до н. э.

## Обстоятельства прихода к власти
В 1765 году до н. э. царство Эшнунна было разгромлено суккальмахом Элама, что, вероятно, послужило концом правления Ибаль-пи-Эля II, предыдущего эшнуннского царя. В следующем 1764 году до н. э. Элам потерпел поражение от царя Вавилона Хаммурапи и его союзников и был вынужден отступить в свою страну. Хаммурапи, главный победитель в войне против Элама, наверняка стремился взойти на престол Эшнунны, который оставался вакантным. Он получил на это согласие своего союзника из Мари Зимри-Лима, как сообщает нам письмо одного из военачальников последнего по имени Ибаль-пи-Эль:

«Я узнал о копии письма для Хаммурапи, которую мой господин отправил мне. Совет относительно страны Эшнунна, который мой господин дал Хаммурапи, (был) таков: «Если люди страны Эшнунна дали тебе согласие, будь царём в стране Эшнунна, если они не дали своего согласия, поставь им царём одного из царевичей, которые находятся у тебя».
О существовании в Эшнунне фракции, благожелательно настроенной к Вавилону, известно и по другим данным. Кроме того, этот отрывок позволяет предполагать, что некоторые члены царской фамилии Эшнунны нашли убежище у Хаммурапи. Но жители Эшнунны решили этот вопрос иначе: они выбрали себе нового царя по имени Цилли-Син, который был всего лишь армейским командиром незнатного происхождения.

## Спор с Вавилоном за территории
Новый царь Эшнунны был настроен антиэламски, и теперь, когда Хаммурапи нужно было восстанавливать дипломатические отношения с Эламом, между Вавилоном и Эшнунной возникла напряжённость. Цилли-Син направил царю Экаллатума Ишме-Дагану и Хаммурапи из Курды гонцов с просьбой не посылать войска в том случае, если их вавилонский союзник попросит об этом. Он также попросил этих царей написать Зимри-Лиму, чтобы тот поступил таким же образом. Царь Мари не нуждался в подобных советах, поскольку и так хотел увести назад войска, присланные на помощь Хаммурапи около года назад. Напротив, Хаммурапи стремился их удержать, потому что предвидел возможность нового конфликта с Эшнунной, если Цилли-Син откажется от тех территориальных компромиссов, которые были ему предложены. А требования Хаммурапи были таковы, что новый царь Эшнунны едва ли мог с ними согласиться. Сразу же после заключения союза с Атамрумом (которого он признал в качестве царя Андарига), Хаммурапи заявил послам Атамрума, Хаммурапи из Курды и Ишме-Дагана:

«Человек Эшнунны продолжает упорствовать. Если он оставит Манкисум, Упи, Шахадуни и берега Тигра на расстоянии трёх двойных часов вниз по течению от Упи — мои пределы, которые установил мой дед Апиль-Син, — то я заключу с ним мир. Или, если я оставлю Манкисум, то пусть он возместит мне потери, которые я понёс из-за Манкисума, (сражаясь) с суккалем Элама, и заберёт Манкисум себе. А я [удержу] Упи, Шахадуни и берега Тигра на расстоянии трёх двойных часов вниз по течению от Упи».
Позиция Хаммурапи была по-своему логичной: он втянулся в крайне тяжёлую для себя войну против Элама как раз для того, чтобы сохранить Манкисум и Упи, и теперь не желал уступать без компенсации эти города, которые некогда принадлежали Вавилонскому царству. Новости о заключении договора между Вавилоном и Эшнунной были противоречивы: сначала Ярим-Адду, посол Зимри-Лима при Хаммурапи, отправил своему господину весьма оптимистический отчёт по этому поводу, однако позднее был вынужден указать, что Цилли-Син отверг условия, которые предложил ему вавилонский царь. Договор был ратифицирован приблизительно лишь через год. Эшнуннский царь выплатил компенсацию и город Манкисум отошёл к нему, остальные спорные города остались за вавилонским царём. Возможно, что этот договор был скреплён браком Цилли-Сина с дочерью Хаммурапи, как на то указывает датировочная формула Цилли-Сина.

## Конец царства Эшнунны
Аннексия Вавилоном царства Ларсы положила конец равновесию, которое несколько лет существовало на всей территории Месопотамии. Вавилонское царство стало ведущей державой региона. Упоминавшийся выше отказ Цилли-Сина удовлетворить территориальные претензии Хаммурапи совпал с началом конфликта между Ларсой и Вавилоном и разумеется, не случайно, что мирный договор с Эшнунной был подписан сразу после падения Ларсы. Однако, этот мир не продлился долго. 1762 год до н. э. был отмечен новым конфликтом между Вавилоном и Эшнунной. Этот конфликт известен нам намного хуже, чем предыдущие события: на этот раз на стороне вавилонян не было воинского контингента из Мари, поэтому в архивах Зимри-Лима нет писем от непосредственных очевидцев событий. В самом деле, Зимри-Лим не только не отправил войска на помощь Хаммурапи, но даже послал Цилли-Сину подарки — очевидный сигнал поддержки Эшнунны и, тем самым, враждебный акт по отношению к царю Вавилона.
Подробности войны между Вавилоном и Эшнунной нам не известны, но мы знаем, что решительное столкновение произошло в Манкисуме на Тигре. Цилли-Сина поддерживали субарейские и кутийские племена горцев. Победу одержал царь Вавилона который прославил это событие в названии своего 32-го года:

«Год, когда царь Хаммурапи, герой, добившийся победы для Мардука, одолел в бою своим могучим оружием войска Эшнунны, Субарту, Гутиума, и завоевал Манкисум и земли на берегах Тигра до границ в горах Субарту».
Эта формула увековечивает победу над армией Эшнунны и её союзниками. Другой вариант этой датировочной формулы указывает на ещё одну существенную деталь:

«Год, когда Хаммурапи взял Манкисум».
Мы пребываем в неуверенности относительно статуса царства Эшнунны после её разгрома. На данный момент нам известны названия только двух лет Цилли-Сина: они должны были соответствовать 30 и 31 году Хаммурапи (то есть 1764/1763 и 1763/1762 года до н. э.). Победа Хаммурапи, имевшая место в течение 31-го года, могла тем самым положить конец правлению Цилли-Сина.

## Список датировочных формул Цилли-Сина
|   | |
| 1 | Год, когда Цилли-Син [стал] царём mu syil2-li2-den.zu lugal                                         |
| 2 | Год одежды Энлиля mu tug2 den-lil2-bi-ta                                                            |
| 3 | Год, когда Рацама был сражен оружием mu ra-za-ma gisztukul ba-sig3                                  |
| 4 | Год, когда Цилли-Син [взял замуж] дочь Хаммурапи mu syil2-li2-30 dumu-munus am-mu-ra-bi [ba-an-tuk] |
| 5 | Год, когда Санипа [была разрушена] mu sa-ni-pa-aki                                                  |
| 6 | Год Дера mu bad3-anki / derki                                                                       |

| Династия Эшнунны                |                                                            |             |
| Предшественник: Ибаль-пи-Эль II | царь Эшнунны ок. 1764 — 1762 до н. э. (правил около 2 лет) | Преемник: — |